# Marmota d'Alaska
La marmota d'Alaska (Marmota broweri) és una espècie de rosegador de la família dels esciúrids. Viu a la serralada Brooks (Alaska) i possiblement al nord-oest del Canadà. S'alimenta d'herba i plantes herboses. El seu hàbitat natural és la tundra àrtica. Hiberna durant els mesos més freds de l'any. És una espècie en risc mínim, és a dir, no sembla que hi hagi cap amenaça significativa per a la seva supervivència.
Aquest tàxon fou anomenat en honor del caçador de balenes, paranyer, comerciant i cap de correus estatunidenc Charles Dewitt Brower.